# George Young (Botaniker)
George Young († 1803) war ein britischer Militär-Chirurg und Botaniker und der erste Superintendent des Botanischen Gartens von St. Vincent und den Grenadinen in Kingstown, St. Vincent und den Grenadinen.

## Leben
Der Naturforscher John Ellis beschreibt Young in seinem Buch Some Additional Observations on the Method of Preserving Seeds from Foreign Parts (dt.: „Einige zusätzliche Beobachtungen zur Methode der Konservierung von Samen aus fremden Landesteilen.“ London, 1773) als den „Haupt-Chirurgen des St. Vincent Military Hospitals, dessen unstillbarer Eifer beim Sammeln und Verbreiten einer Anzahl von sehr wertvollen Pflanzen bei allen neugierigen Botanikern rund um London bekannt ist“ („principal surgeon to the [St. Vincent military] hospital, whose indefatigable zeal in collecting and propagating a variety of the most valuable plants, is known to all the curious botanists about London“). Youngs bemerkenswerter Einsatz zur Kultivierung einer Reihe von tropischen Pflanzen, welche für die Wirtschaft der Britischen Kolonien Bedeutung hatten, wurde 1774 durch die Royal Society of Arts mit einer Goldmedaille für seine Arbeit gewürdigt. Er galt als einer der Schüler des Botanikers John Hope
Trotz Gouverneur Valentine Morris’ augenscheinlichem Enthusiasmus’ für Gartenkultur und ländliche Wirtschaft' ('fondness of horticulture and rural economy') konnte Young nicht die nötige Unterstützung ('assistance and support') für den Garten sichern (1772–1776), bei dem 'unglücklichen Zustand der Inselpolitik' ('the unhappy state of island politics'), welcher Ausschloss, dass 'nützliche Arbeiten und Mittel' ('useful labour and funds') zur Verfügung gestellt würden. Sein Nachfolger im Botanischen Garten wurde Alexander Anderson.